# (474081) 2016 JN35
(474081) 2016 JN35 es un asteroide perteneciente al cinturón de asteroides, descubierto el 14 de noviembre de 2010 por el equipo del Mount Lemmon Survey desde el Observatorio del Monte Lemmon, Arizona, Estados Unidos.

## Designación y nombre
Designado provisionalmente como 2016 JN35.

## Características orbitales
2016 JN35 está situado a una distancia media del Sol de 2,328 ua, pudiendo alejarse hasta 2,726 ua y acercarse hasta 1,930 ua. Su excentricidad es 0,170 y la inclinación orbital 4,737 grados. Emplea 1298 días en completar una órbita alrededor del Sol.

## Características físicas
La magnitud absoluta de 2016 JN35 es 17,496.